# Byrhthelm
Byrhthelm, Birthelm ou Beorhthelm est un prélat anglais mort le 15 mai 974.

## Biographie
À l'origine moine à l'abbaye de Glastonbury, Byrhthelm devient évêque de Wells en 956. En 959, le roi Eadwig le choisit pour devenir le vingt-quatrième archevêque de Cantorbéry, après la disparition d'Ælfsige, mort de froid dans les Alpes.
Eadwig meurt à son tour peu après et son frère et successeur Edgar annule cette décision, prétextant de la mauvaise gestion du diocèse de Wells par Byrhthelm, qu'il juge trop doux. Il place Dunstan à la tête de l'archevêché. Byrhthelm retourne quant à lui à Wells, dont il reste évêque jusqu'à sa mort, quinze ans plus tard.